# 琴勝峰吉成

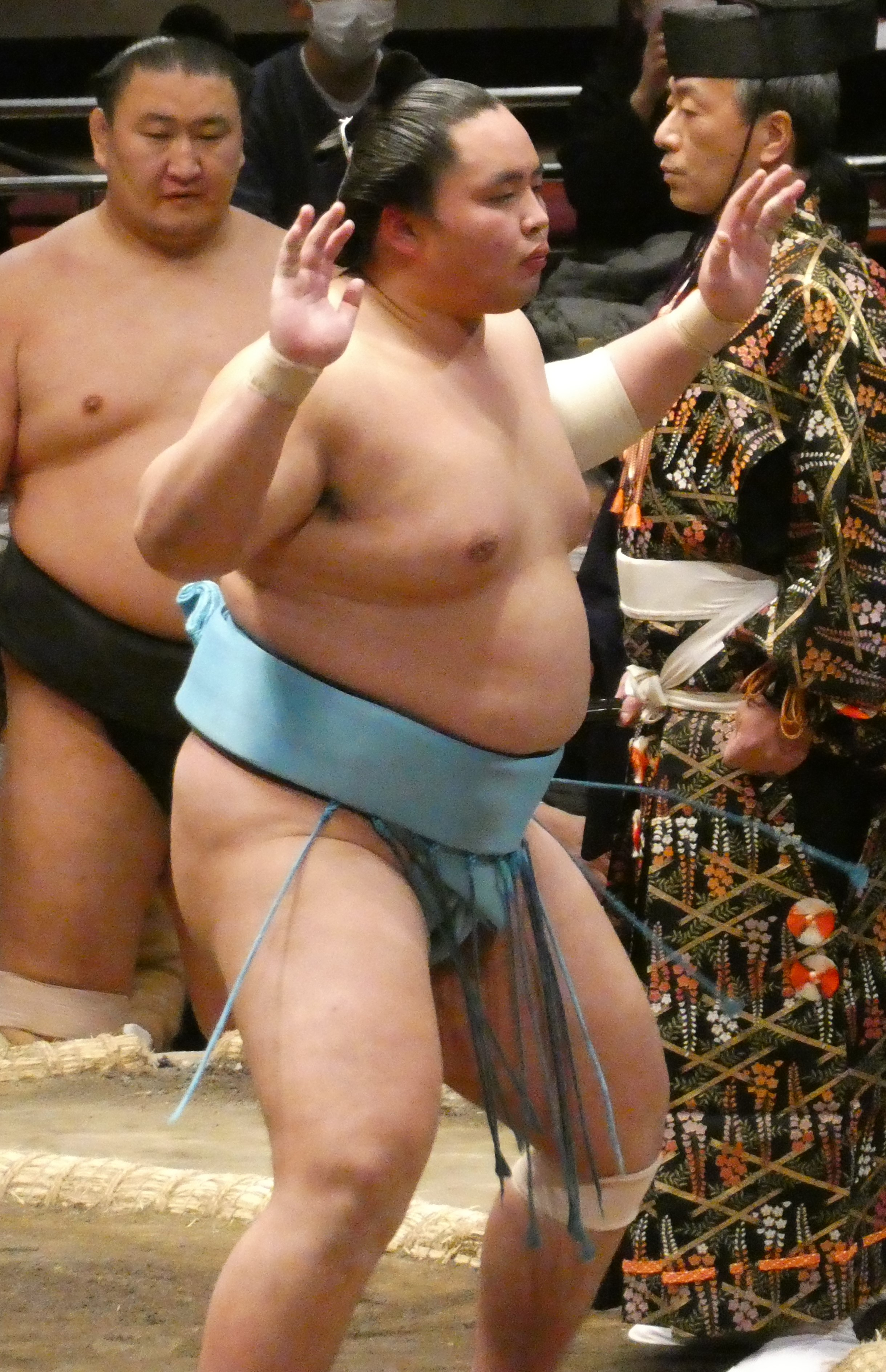

琴勝峰吉成（1999年8月26日—），原名手計富士紀，日本千葉縣柏市出身的現役大相撲力士，身高190cm、體重159.3kg，血型o型，最高位置是東前頭3枚目（2021年1月場所），所屬相撲部屋是佐渡嶽部屋。

## 生涯
手計富士紀從小學一年級就開始學習相撲，並在初中三年級就獲得了全國初中相撲冠軍。他後來轉校以相撲部聞名的埼玉榮高中，並與後來的力士納谷幸之介、塚原隆明成為同學，高中畢業後，他被佐渡嶽部屋的親方，前關脇琴之若晴將招募加入部屋，因為手計富士紀與他兒子琴之若傑太是同學。
他於2017年11月使用自己的名字琴手計富士紀作四股名的進行首次職業比賽，在2018年1月場所中他與塚原兩人均以6比1的戰績參加序之口優勝決定戰。他於2018年9月到達了幕下級，儘管他無法獲得勝利的記錄，但他於2019年1月重返了幕下級別，五個場所勝越使他晉級十兩成為關取。為了紀念這一時刻，他將自己的四股名改為琴勝峰。
琴勝峰在2020年3月以12–3的成績贏得了十兩優勝，這是他在該部門的第三次比賽，這使他在2020年5月場所進入幕內級別(儘管該場所已取消)，儘管他入幕時只有20歲，但他的鎮定舉止和在土俵中的成熟受到評論員的稱讚。
他最常用的戰法是突き押和寄り。
他也是同部屋十兩力士琴榮峰的兄長。